# Wilsons zanger
De Wilsons zanger (Cardellina pusilla; synoniem: Wilsonia pusilla) is een zangvogel uit de familie Parulidae (Amerikaanse zangers).

## Verspreiding en leefgebied
Deze soort telt 3 ondersoorten:
- C. p. pileolata: Alaska, het westelijke deel van Centraal-Canada en de binnenlandse westelijke Verenigde Staten.
- C. p. chryseola: de zuidwestkust van Canada en de westkust van de Verenigde Staten.
- C. p. pusilla: centraal en zuidelijk Canada en de noordoostelijke Verenigde Staten.